# Persone di nome Paolo/Giornalisti
| Questa pagina contiene informazioni ricavate automaticamente dalle voci biografiche con l'ausilio del template Bio e di un bot. L'aggiornamento è periodico e automatico e ricostruisce completamente la pagina. Se manca una persona in questa lista, sei pregato di non aggiungerla, ma accertati piuttosto che la sua voce biografica contenga il template Bio e che i dati anagrafici siano correttamente compilati. Se il template Bio manca, inseriscilo tu stesso o, in alternativa, metti l'avviso {{tmp\|Bio}} che ne segnala la mancanza. Se i dati riportati sono sbagliati, correggi direttamente la voce biografica; le modifiche saranno visibili in questa lista entro pochi giorni. Per chiarimenti vedi il progetto antroponimi. La lista contiene solo le 81 persone che sono citate nell'enciclopedia e per le quali è stato implementato correttamente il template Bio. Pagina aggiornata al 22 lug 2025. |

Questa è una lista di persone presenti nell'enciclopedia che hanno il nome Paolo e sono giornalisti.

## A(1)
- Paolo Attivissimo, giornalista, scrittore e conduttore radiofonico italiano (York, n. 1963)

## B(6)
- Paolo Bargiggia, giornalista e conduttore televisivo italiano (Pavia, n. 1962)
- Paolo Berizzi, giornalista e saggista italiano (Bergamo, n. 1972)
- Paolo Borella, giornalista e conduttore radiofonico italiano (Bergamo, n. 1953)
- Paolo Borrometi, giornalista e scrittore italiano (Ragusa, n. 1983)
- Paolo Brogi, giornalista, scrittore e blogger italiano (Lari, n. 1944)
- Paolo Brosio, giornalista, scrittore e conduttore televisivo italiano (Asti, n. 1956)

## C(13)
- Paolo Cagnan, giornalista e scrittore italiano (Bolzano, n. 1967)
- Paolo Canè, commentatore televisivo e ex tennista italiano (Bologna, n. 1965)
- Paolo Cappa, giornalista e politico italiano (Genova, n. 1888 - Roma, † 1956)
- Paolo Capresi, giornalista e scrittore italiano (Siena, n. 1966)
- Paolo Carbone, giornalista e conduttore radiofonico italiano (Bari, n. 1938 - Roma, † 2007)
- Paolo Carù, giornalista e critico musicale italiano (Gallarate, n. 1947 - Gallarate, † 2024)
- Paolo Cavaglione, giornalista italiano (Genova, n. 1954)
- Paolo Cavallina, giornalista, scrittore e conduttore radiofonico italiano (Firenze, n. 1916 - Sanremo, † 1986)
- Paolo Cecinelli, giornalista e telecronista sportivo italiano (Roma, n. 1956)
- Paolo Celata, giornalista italiano (Roma, n. 1965)
- Paolo Ciampi, giornalista e scrittore italiano (Firenze, n. 1963)
- Paolo Condò, giornalista e opinionista italiano (Trieste, n. 1958)
- Paolo Corsini, giornalista e dirigente d'azienda italiano (Rimini, n. 1968)

## D(6)
- Paolo De Chiara, giornalista e scrittore italiano (Isernia, n. 1979)
- Paolo De Chiesa, giornalista e ex sciatore alpino italiano (Saluzzo, n. 1956)
- Paolo De Paola, giornalista italiano (Napoli, n. 1957)
- Paolo Di Giannantonio, giornalista e conduttore televisivo italiano (Roma, n. 1956)
- Paolo Di Lorenzo, giornalista e conduttore televisivo italiano (Roma, n. 1966)
- Paolo Di Mizio, giornalista e scrittore italiano (Bologna, n. 1950)

## F(4)
- Paolo Facchinetti, giornalista e scrittore italiano (Minerbio, n. 1938 - Bologna, † 2014)
- Paolo Fallai, giornalista, scrittore e autore televisivo italiano (Velletri, n. 1959)
- Paolo Frajese, giornalista e conduttore televisivo italiano (Roma, n. 1939 - Parigi, † 2000)
- Paolo Franchi, giornalista italiano (Roma, n. 1949)

## G(7)
- Paolo Gambescia, giornalista e politico italiano (Paglieta, n. 1945)
- Paolo Garimberti, giornalista, dirigente pubblico e dirigente sportivo italiano (Levanto, n. 1943)
- Paolo Giaccio, giornalista, autore televisivo e produttore televisivo italiano (Roma, n. 1950 - Sabaudia, † 2019)
- Paolo Giordano, giornalista italiano (Alessandria, n. 1966)
- Paolo Giuntella, giornalista e scrittore italiano (Roma, n. 1946 - Roma, † 2008)
- Paolo Granzotto, giornalista, saggista e opinionista italiano (Bologna, n. 1940 - Torino, † 2016)
- Paolo Guzzanti, giornalista, politico e saggista italiano (Roma, n. 1940)

## H(1)
- Paolo Hutter, giornalista, politico e attivista italiano (Torino, n. 1952)

## J(1)
- Paolo Jorio, giornalista, scrittore e conduttore radiofonico italiano (Napoli, n. 1957)

## L(3)
- Paolo Landi, giornalista, scrittore e manager italiano (Borgo San Lorenzo, n. 1953)
- Paolo Liguori, giornalista italiano (Roma, n. 1949)
- Paolo Longo, giornalista italiano (Monopoli, n. 1948)

## M(10)
- Paolo Madron, giornalista e librettista italiano (Vicenza, n. 1956)
- Paolo Maranini, giornalista e sindacalista italiano (Copparo, n. 1875 - Milano, † 1941)
- Paolo Massobrio, giornalista, scrittore e gastronomo italiano (Milano, n. 1961)
- Paolo Mattei Gentili, giornalista e politico italiano (Pennabilli, n. 1874 - Roma, † 1935)
- Paolo Mencacci, giornalista, scrittore e attivista italiano (Roma, n. 1828 - Roma, † 1897)
- Paolo Micalizzi, giornalista e critico cinematografico italiano (Reggio Calabria, n. 1938 - Ferrara, † 2024)
- Paolo Mieli, giornalista e saggista italiano (Milano, n. 1949)
- Paolo Monelli, giornalista, scrittore e militare italiano (Fiorano Modenese, n. 1891 - Roma, † 1984)
- Paolo Mosca, giornalista, scrittore e cantautore italiano (Pallanza, n. 1943 - Morlupo, † 2014)
- Paolo Murialdi, giornalista, scrittore e partigiano italiano (Genova, n. 1919 - Milano, † 2006)

## N(2)
- Paolo Negro, giornalista e scrittore italiano (Torino, n. 1963)
- Paolo Notari, giornalista e conduttore televisivo italiano (Fabriano, n. 1961)

## O(1)
- John Foster, giornalista e cantante italiano (Milano, n. 1939)

## P(12)
- Paolo Paci, giornalista, scrittore e viaggiatore italiano (Milano, n. 1959)
- Paolo Paganini, giornalista e conduttore televisivo italiano (La Spezia, n. 1963)
- Paolo Pagliaro, giornalista e autore televisivo italiano (Bolzano, n. 1951)
- Paolo Panerai, giornalista, editore e dirigente sportivo italiano (Milano, n. 1946)
- Paolo Pardini, giornalista e scrittore italiano (Pisa, n. 1955)
- Paolo Pasi, giornalista, scrittore e compositore italiano (Milano, n. 1963)
- Paolo Peluffo, giornalista e scrittore italiano (Savona, n. 1963)
- Paolo Petrecca, giornalista, autore televisivo e conduttore televisivo italiano (Roma, n. 1964)
- Paolo Petruccioli, giornalista italiano (Roma, n. 1956 - Roma, † 2013)
- Paolo Pietroni, giornalista, drammaturgo e scrittore italiano (Parma, n. 1940)
- Paolo Pillonca, giornalista e scrittore italiano (Osilo, n. 1942 - Cagliari, † 2018)
- Paolo Possamai, giornalista e scrittore italiano (Vicenza, n. 1960)

## R(4)
- Paolo Rodari, giornalista e scrittore italiano (Milano, n. 1973)
- Paolo Rossi, giornalista e politico italiano (Varese, n. 1958)
- Paolo Ruffini, giornalista italiano (Palermo, n. 1956)
- Paolo Rumiz, giornalista, scrittore e viaggiatore italiano (Trieste, n. 1947)

## S(3)
- Paolo Savoldelli, commentatore televisivo e ex ciclista su strada italiano (Clusone, n. 1973)
- Paolo Scandaletti, giornalista, scrittore e storico italiano (Padova, n. 1936)
- Paolo Serventi Longhi, giornalista italiano (Roma, n. 1949)

## T(2)
- Paolo Terreni, giornalista, disegnatore e scrittore italiano (Pisa, n. 1955 - Pisa, † 2013)
- Paolo Trombin, giornalista italiano (Bressanone, n. 1957)

## V(4)
- Paolo Valenti, giornalista e conduttore televisivo italiano (Roma, n. 1922 - Roma, † 1990)
- Paolo Valera, giornalista e scrittore italiano (Como, n. 1850 - Milano, † 1926)
- Paolo Valmarana, giornalista, critico cinematografico e produttore cinematografico italiano (Vicenza, n. 1928 - Roma, † 1984)
- Paolo Battino Vittorelli, giornalista, politico e scrittore italiano (Alessandria d'Egitto, n. 1915 - Torino, † 2003)

## Z(1)
- Paolo Zappa, giornalista e scrittore italiano (Castagnole Monferrato, n. 1899 - Torino, † 1957)